# Windows Calendar
O Windows Calendar é um componente integrado ao Windows Vista.É um calendário completo, suportando diversos formatos de arquivos.